# Risultive
Risultive fou un grup literari en friülà fundat el 1949 per iniciativa de Josef Marchet i Pier Paolo Passolini, amb la finalitat de reivindicar la dignitat de la poesia en friülà i la llibertat de creació individual. Van publicar bona part de la seva obra a les pàgines de La patrie dal Friûl. Van rebre el nom del manifest publicat pel grup el 1950, Risultive
Inicialment formaren del grup els autors Riedo Puppo, Dino Virgili, Alviero Negro, Otmar Muzzolini, Novele Cantarutti i Lelo Cjanton, al que més tard s'uniren Paule Baldissera, Pauli Baron, Edi Bortolussi, Alan Brusìn, Ane Burelli, Agnul Covazzi, Marie Forte, Luîs Gloazzo, Indrì Marcuzzi, Jolande Mazzon, Antoniete Parussini, Luzi Peressi, Albert Picotti, Laurince Snaidero, Moniche Tallone i Enio Totis.